# VT 1.0/1.5-ETCS
VT 1.0/1.5-ETCS (auch: Trainguard ETCS Zug) ist die Bezeichnung für einen dieselgetriebenen ETCS-Mess- und Präsentationszug von Siemens Transportation Systems. Der Fahrzeugträger wurde im März 2003 aus der laufenden Produktion der Desiro-Classic-Familie entnommen und basiert auf dem Triebwagen der Reihe 642. Er wurde entsprechend den Anforderungen bis Ende Mai 2003 umgebaut und wird im Auftrag der Siemens AG durch die Finsterwalder Eisenbahngesellschaft UG betrieben, kann jedoch von interessierten Unternehmen angemietet und europaweit eingesetzt werden. Alle EVU-Leistungen (incl. ECM) werden durch die ESL GmbH bereitgestellt.

## Aufbau des Zuges

### ETCS-Ausrüstung
Der VT 1.0/1.5-ETCS verfügt über die notwendigen Einrichtungen zum Betrieb auf Strecken mit ETCS Level 1 sowie ETCS Level 2. Hierzu sind ETCS-Fahrzeugrechner – die sogenannten European Vital Computer (EVC) – vom Typ Trainguard 100 EVC für Level 1 und Trainguard 200 EVC für Level 2 eingebaut, die in einem Schaltschrank hinter dem Führerstand untergebracht sind. Als eine Art Fahrtenschreiber zur Aufzeichnung der Handlungsabläufe des Lokführers kommt eine sogenannte Juridical Recording Unit (JRU) der Siemens-Bauart JR DSE 32 Messma zum Einsatz. Die Informationen zur Signalisierung entlang der Strecke erhält der Lokführer per Führerstandssignalisierung mit einem Driver Machine Interface des Typs DMI E2 Messma. Zudem befinden sich an Bord des Zuges die gängigen Kommunikationseinrichtungen für digitalen und analogen Zugfunk.
Am Unterboden des Fahrzeuges ist eine Antenne des Typs Antenna Unit S21 zum Auslesen der im Gleisbereich befindlichen ETCS-Balisen angebracht. Darüber hinaus verfügt der Zug über einen Wegimpulsgeber und zwei Doppler-Radarsensoren zur Weg- und Geschwindigkeitsmessung.

### Inneneinrichtung
Die Innenraumaufteilung des Zuges entspricht nur bedingt der der serienmäßigen Triebwagen der Reihe 642. Der Triebwagen besteht aus zwei Wagenkästen, die fest miteinander gekuppelt, mit einem Faltenbalg verbunden und auf einem Jakobs-Drehgestell gelagert sind. Der eine Teil des Zuges wird als Wagenteil 1.0-ETCS, der andere als Wagenteil 1.5-ETCS geführt. In den Hochflurbereichen der beiden Teile befinden sich die beiden unabhängigen ETCS-Testeinrichtungen.
Im Fahrzeugteil 1.0-ETCS ist die Ausstattung der Serientriebwagen weitgehend ersetzt worden. Hier befindet sich im Niederflurbereich an der Stelle des ehemaligen Mehrzweckabteils eine Sitzgruppe mit sieben Plätzen für Konferenzen. Diese ist mit einer Multimediaanlage, bestehend aus Lautsprechern und einem Flachbildmonitor, ausgestattet. Über je eine Kamera in den beiden Führerständen kann die Fahrt des Zuges über den Monitor vom Konferenzbereich aus beobachtet werden. Ein Laptopanschluss an das Multimediasystem ist ebenfalls möglich. Neben der Sitzgruppe befindet sich eine Toilette, die baugleich mit der der Serieneinheiten ist. Im Hochflurbereich hinter dem Führerstand befinden sich ein Werkzeugschrank, die Aufbewahrung für die Hilfskupplung sowie Schaltschränke.
Der Teil 1.5-ETCS verfügt im Niederflurbereich über Vierer-Sitzgruppen, wie sie in den serienmäßigen Einheiten der Reihe 642 ebenfalls vorhanden sind. Im Hochflurbereich wurde ein Bistro mit zwei Stehtischen und einer Theke mit integriertem Kühlschrank installiert. Zwischen Bistrobereich und Führerstand befinden sich wiederum Schaltschränke sowie ein zusätzlicher Geräteschrank.

## Einsatzgebiete

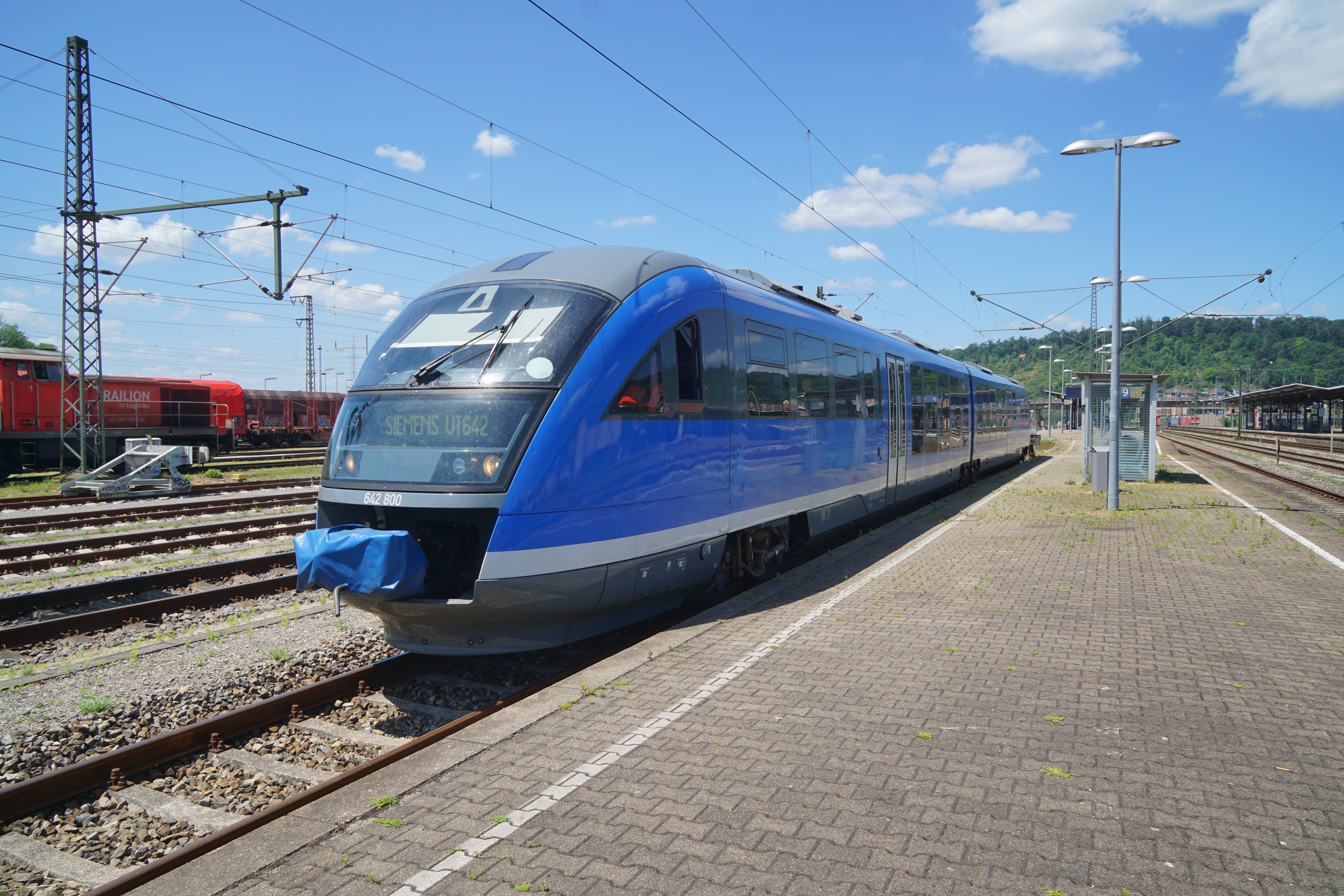
Der Zug im Bahnhof Plochingen im Juni 2022, vor Testfahrten auf der Neubaustrecke Wendlingen–Ulm

Die Hauptaufgaben des VT 1.0/1.5-ETCS bestehen darin, die Strecken- und Fahrzeuggeräte unter realen Bedingungen zu erproben. Dazu zählen Messungen der GSM-R-Netzabdeckung, der Übergänge zwischen verschiedenen ETCS-Streckenzentralen und der Störanfälligkeit von ETCS. Außerdem wird die Einhaltung der geforderten Systemparameter und die Interoperabilität mehrerer ETCS-Systeme verschiedener Hersteller überprüft.
Der Triebwagen wurde ursprünglich als Testfahrzeug für die erste im Probebetrieb befindliche ETCS-Strecke Deutschlands, die Strecke Berlin–Halle/Leipzig, entwickelt. Hier war der Zug seit Mai 2003 zu Probe- und Messfahrten im Einsatz.
Er war neben fünf Lokomotiven der Baureihe 101 und dem Train Control Testcar eins von sieben zur Erprobung von ETCS Level 2 auf der Strecke eingesetzten Fahrzeugen.
Von Ende Februar bis Mitte März 2005 fanden Fahrten in den Niederlanden auf den Strecken Steenwijk–Heerenveen und Maastricht–Heerlen statt. Zweck der Fahrten waren Versuche zur Interoperabilität mehrerer verschiedener ETCS-Systeme. Im Juni 2005 fanden Messfahrten auf der Betuweroute statt, eine Strecke, die durchgehend mit ETCS Level 2 und ohne ortsfeste Signale ausgerüstet ist.
Der Triebzug wurde im August 2020 für ETCS-Abnahmefahrten der Digitalen S-Bahn Hamburg eingesetzt.
Er dient auch zur Ausbildung von Triebfahrzeugführern.